# Bryconamericus deuterodonoides
Bryconamericus deuterodonoides är en fiskart som beskrevs av Eigenmann, 1914. Bryconamericus deuterodonoides ingår i släktet Bryconamericus och familjen Characidae. IUCN kategoriserar arten globalt som livskraftig. Inga underarter finns listade.